# Онульф
Ону́льф (лат. Onoulphus, также Onoulf, Unulf, Hunulf; около 430 — март 493) — римский военачальник, военный магистр Иллирии в 477 — 479 годах.

## Биография
По происхождению гунн или скир. Вместе со своим братом, Одоакром, вырос при дворе Аттилы. В 469 году участвовал в битве на реке Болия против остготов. В этой битве погиб его отец Эдика, а коалиция германских племён, в которую входили скиры, была разгромлена. После этого, как и многие скиры, поступил на римскую службу (470 год).
Онульфу оказывал покровительство полководец Армат, благодаря ему Онульф был назначен сначала комитом, а затем военным магистром (лат. magister militum) Иллирии и командующим Балканской армией. В 477 году по приказу императора Зинона убил Армата. В 479 году перешёл на службу к Одоакру, который к тому времени сверг последнего римского императора Ромула Августа и стал королём Италии. Во время войны с ругами разгромил в 488 году войско под командованием принца Фридериха. Участвовал в войне Одоакра с Теодорихом Великим. Был убит вместе с Одоакром в марте 493 года в Равенне.